# Antonio Bellucco
Antonio Bellucco (Taranto, 4 maggio 1921 – 1993) è stato un calciatore italiano, di ruolo attaccante.

## Carriera
Nella stagione 1937-1938 ha segnato un gol in 2 presenze in Serie B ed ha anche giocato 3 partite con la squadra riserve del Taranto. L'anno successivo passa alla Pro Italia Taranto in Serie C, e nel suo primo campionato in terza serie gioca 4 partite senza mai segnare. Nella stagione 1939-1940, sempre con la Pro Italia, segna un gol in 5 presenze in Coppa Italia e 7 gol in 17 presenze in Serie C. Dopo due stagioni torna a vestire la maglia del Taranto, sempre in terza serie, mettendo a segno un gol in 3 presenze in Coppa Italia e 5 gol in 20 presenze in Serie C.
Durante la seconda guerra mondiale partecipa al campionato pugliese, segnando 7 gol in 8 presenze con l'Arsenale di Taranto, squadra in cui rimane anche dopo la fine del conflitto, segnando 20 gol in 17 presenze nel campionato di Serie C 1945-1946, nel quale è anche il capitano. L'anno successivo mette a segno 11 gol in 18 partite in Serie B, e dopo la fusione dell'estate 1947 tra Arsenale e Taranto è riconfermato nella rosa del neonato Arsenaltaranto, con cui segna 13 gol in 29 partite nella stagione 1947-1948 ed un gol in 12 presenze nella stagione 1948-1949. A fine stagione viene ceduto al Lecce, con cui gioca 7 partite in Serie C segnando anche un gol in una partita vinta per 4-0 contro il Marsala.
In carriera ha giocato complessivamente 61 partite in Serie B, con anche 26 gol segnati.